# Łysienie plackowate

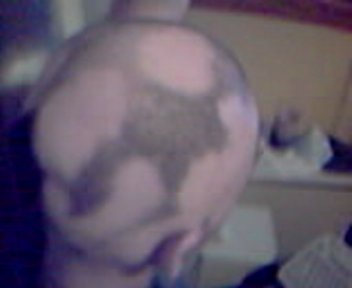
Zaawansowane łysienie plackowate.

Łysienie plackowate (łac. alopecia areata) – choroba skórna o nieustalonej dotąd etiopatogenezie. Cechuje się występowaniem przejściowych lub trwałych ognisk wyłysienia, w obrębie których skóra nie jest zapalnie zmieniona. Dotyczy 2% pacjentów zgłaszających się do dermatologa. Z uwagi na częste występowanie długotrwałego i rozległego wyłysienia, łysienie plackowate może doprowadzać do poważnych zaburzeń psychologicznych, spowodowanych brakiem akceptacji swojego wyglądu.
Choroba może pojawić się w każdym momencie życia, najczęściej jednak następuje to w dzieciństwie lub w młodym wieku. Postęp choroby może doprowadzić do całkowitej utraty owłosienia skóry głowy, brwi, rzęs, włosów łonowych i pozostałego owłosienia. W ciężkich przypadkach chorobie tej często towarzyszą zmiany paznokciowe o rozmaitej morfologii i nasileniu, będące niekorzystną cechą prognostyczną.
Prawdopodobnie na obraz chorobowy składa się wiele czynników o wspólnym podłożu genetycznym. Wśród czynników tych mogą mieć znaczenie zjawiska autoimmunologiczne, naczyniowe, czynniki psychiczne i zaburzenia w zakresie układu nerwowego. Najprawdopodobniej dominujące w ostrej fazie choroby są zjawiska immunologiczne. Przemawia za tym częste współistnienie łysienia plackowatego z innymi chorobami, w których występują zjawiska autoimmunologiczne: bielactwem, toczniem rumieniowatym, cukrzycą typu I, czy zapaleniem tarczycy typu Hashimoto. Choroba nierzadko występuje rodzinnie.

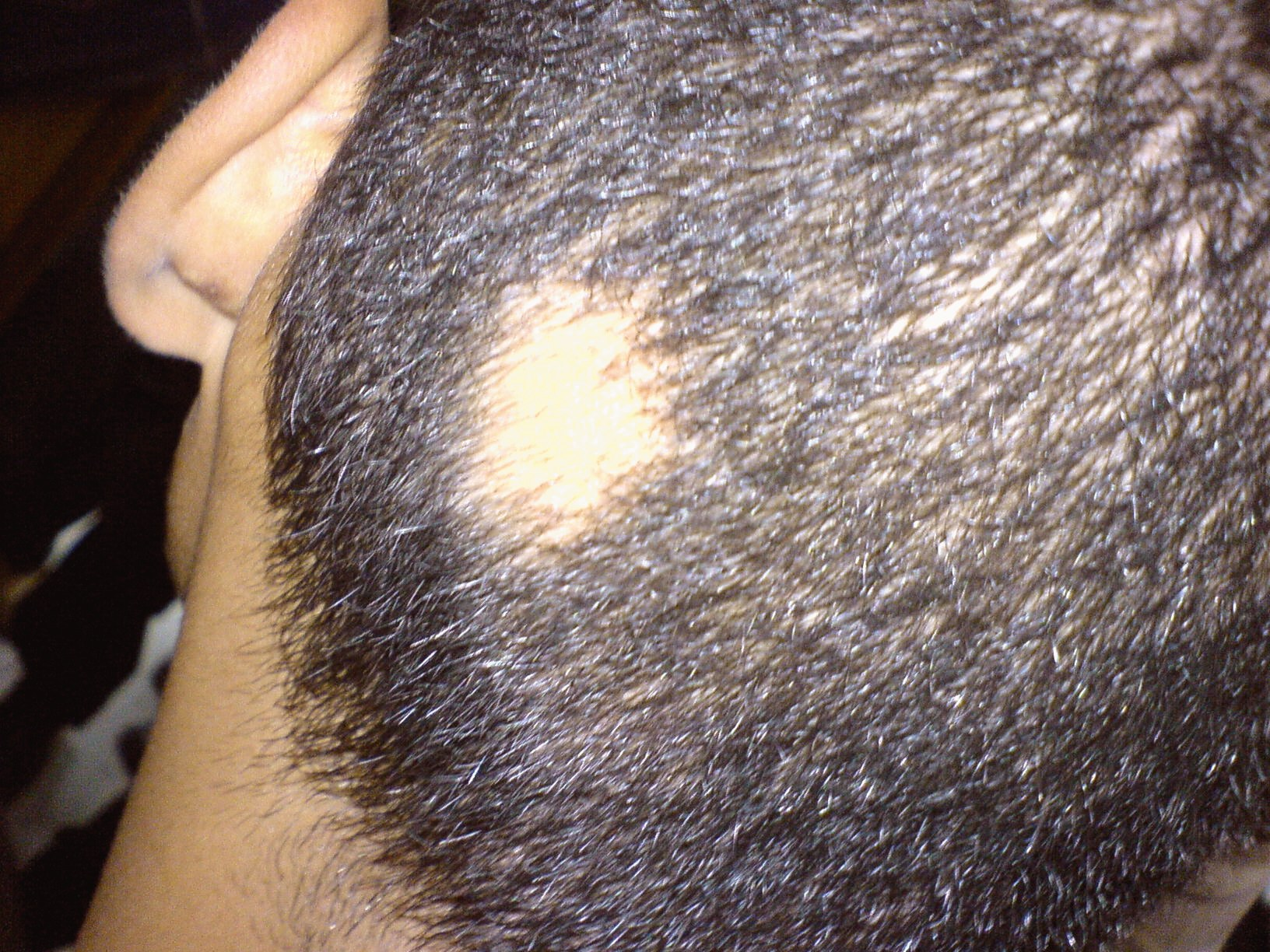
Łysienie plackowate

## Leczenie
W leczeniu ambulatoryjnym łysienia plackowatego stosuje się minoksydil miejscowo stosowanie cygnolinę, albo terapię kortykosterydową. Wyniki leczenia tymi metodami są zwykle mało skuteczne, a po zaprzestaniu terapii kortykosterydowej włosy zazwyczaj wypadają. Podobnie sprawa wygląda z miejscowym stosowaniem cygnoliny.
Leczenie metodą fotodynamiczną UVA oraz metodą PUVA może przynosić dobre rezultaty. Odrost jest jednak zazwyczaj tylko częściowy. Leczenie takie pozwala uzyskać satysfakcjonujący odrost włosów u połowy pacjentów.
Obecnie uważa się, że najskuteczniejsze jest leczenie przy pomocy DCP lub innych alergenów kontaktowych.
- DCP, czyli difenylocyklopropenon to alergen kontaktowy, wywołujący podrażnienie skóry w miejscu podania. Pojawiający się odczyn alergiczny objawia się swędzeniem, obrzękiem oraz zaczerwienieniem. Układ odpornościowy człowieka skutecznie wykrywa ten alergen i wysyła w jego kierunku białe krwinki, które zwalczają stan zapalny i neutralizują objawy niepożądane. Wpływają także na pobudzenie cebulek włosów, dzięki czemu włosy przestają wypadać[17].